# Bogáthi Miklós
Bogáthi Miklós (bogáti) (? – 1603) magyar költő, az erdélyi fejedelmi tanács tagja 1603-ban.
Erdélyi nemes családból származott, valószínűleg Bogáthi Fazekas Miklós fia volt. Kolozsvárról ment a heidelbergi egyetemre 1589-ben; innen Páduába utazott, ahol 1591. október 21-i dátummal van bejegyezve a bölcseleti kar anyakönyvébe; itt tanult a következő évben is. 1599-ben Báthory András fejedelem mellett fegyvert fogott, de az 1603-ban Székely Mózes ellen viselt harcban a Barcaságon megsebesült, rabságba esett és sebeibe belehalt.
Több görög és latin verset írt, ezek közül közöl egyet 1592-ben, Bod Péter Magyar Athenas-ában.